# حسان بن عتاهية التجيبي
حسان بن عتاهية التجيبي الكندي أحد قادة بني أمية الشجعان وولاتهم، تولى ولاية مصر مرتين في خلافة هشام بن عبد الملك وخلافة مروان بن محمد، وكان حسان بن عتاهية قائدا وفقيها.

## نسبه
هو حسان بن عتاهية بن عبد الرحمن بن حسان بن عتاهية بن خزز بن سعد بن معاوية بن جعفر بن أسامة بن سعد بن تجيب - وتجيب هي أمه - واما أبو سعد هو اشرس بن شبيب بن السكون بن اشرس بن كندة التجيبي الكندي.

## سيرتة واخباره
- كان أمير مصر لهشام بن عبد الملك، ولمروان بن محمد، وكان فقيها قد جالس عطاء بن أبي رباح وسمع منه.

شارك جده حسان بن عتاهية في فتح مصر مع عمرو بن العاص وصحب عمر بن الخطاب وابنه عبد الرحمن بن حسان بن عتاهية يروى عنه مخيّس بن ظبيان.
- قال عبد الله بن عبد الرحمن بن معاوية بن حديج: سألنى أبو جعفر المنصور: مافعل حسان بن عتاهية؟ قلت: قتله شعبة. قال: قتله الله. كان لنا جليسا عند عطاء بن أبى رباح.

قال سعيد بن كثير: شعبة هذا هو ابن عثمان التميمي، كان على المضرية، وهو أول من قدم مصر من قواد جيش المسودة العباسيين، وكان على مقدمة عامر بن إسماعيل المرادى الجرجانى، الذي قتل مروان بن محمد.
- شارك في الجيش الذي خرج لقتال خوارج البربر زمن خلافة هشام بن عبد الملك وكان من قادة الجيش، وعرف عنه كذالك الشجاعة وعلمه بالفقة حيث جالس عطاء بن أبي رباح.[3]

## ولايته لمصر
ولي مصر مرتين
الأولى زمن هشان بن عبد الملك ثم عزل عنها
والثانية زمن مروان بن محمد حيث قال صاحب البغية: حسان بن عتاهية بن عبد الرحمن، ولاه مروان بن محمد المعروف على مصر وهو بالشام فأرسل حسان من الشأم بكتاب إلى ابن نعيم باستخلافه على صلاة مصر إلى أن يحضر من الشأم، فسلم حفص بن الوليد الأمر إلى أبن نعيم، ثم قدم حسان إلى مصر في ثاني عشر جمادى الآخرة سنة سبع وعشرين ومائة على الصلاة لا غير.
وكان عيسى بن أبي عطاء على الخراج، فلما أستقر أمر حسان في مصر أسقط الفروض التي كان قررها حفص بن الوليد في ولايته وقطع فروض الجند كلها، فوثبوا عليه وقاتلوه وقالوا: لا نرضى إلا بحفص، وركبوا إلى المسجد ودعوا إلى خلع الخليفة مروان بن محمد من الخلافة وحصروا حسان في داره، وقالوا له: اخرج عنا، فإننا لا نقيم معك ببلد، ثم أخرجوا عيسى بن أبي عطاء صاحب الخراج من مصر، كل ذلك في آخر جمادى الأخرة، ثم أخرجوا حفصا من سجنه وولوه أمرهم. وتوجه حسان إلى الشأم ودام بها من جملة أمراء بني أمية إلى أن زالت دولة بني أمية على يد الدولة العباسية.
ثم قتل حسان مع من قتل بمصر من أعوان بني أمية في سنة اثنتين وثلاثين ومائة، وكانت ولاية حسان على مصر ستة عشر يوما.
ولما ثار أهل مصر على حسان بن عتاهية وأخرجوه منها لحق بالخليفة مروان بن محمد بن مروان في الشأم، وذكر له حسان ماوقع له مع أهل مصر؛ واستمر حفص بن الوليد على صلاة مصر شهر رجب وشعبان، وقدم الأمير حنظلة بن صفوان الكلبي من تونس، وقد أخرجه أهلها فنزل بالجيزة في مصر، ودام هناك إلى أن قدم عليه كتاب الخليفة مروان بن محمد بولايته على مصر، فامتنع المصريون من ولاية حنظلة بن صفوان عليهم، ومنعوه من الدخول إلى مصر وأظهروا الخلاف، ثم أخرجوا حنظلة من الجيزة إلى الوجه الشرقي، ومنعوه من المقام بالفسطاط، وحاربوه فحاربهم فهزم، وتم أمر حفص؛ وسكت مروان عن مصر بقية سنة سبع وعشرين ومائة، ثم عزل حفص في مستهل سنة ثمان وعشرين ومائة وولي عوضه على مصر حوثرة بن سهيل الباهلي، وواقع الحوثرة حفصا وقتله.

## دوره فيمعركة بقدورة
بعد هزيمة الجيش الاموي في معركة بقدورة زمن الخليفة هشام بن عبد الملك، انهزم جموع عسكر العرب على نهر سبو بعد مقتل قائدهم كلثوم بن عياض القشيري.
واخذت البربر نشوة النصر فصاروا يطاردون العرب على ضفاف نهر سبو يتقدمهم أبو يوسف الهواري ومعه خالد بن حميد الزناتي وقد اخذهم الغرور ونشوة النصر ولم يكونوا يعرفون ان في هذا هلاكهم وهزيمتهم وكان في مؤخرة جيش العرب قائد شجاع اسمه حسان بن عتاهية صمد صمود الشجعان لجموع البربر وعندها ثبت أيضا بلج بن بشر القشيري ثم التفت جموع فرسان العرب حول قائدهم بلج بن بشر وصمدوا صمودا عظيما للبربر حتى قتلوا فرسانهم وشجعانهم والحقوا بهم هزيمة منكرة.
وقتلوا قائد خوارج البربر أبو يوسف الهواري ومعه الكثير من الصفرية الخوارج من البربر وانهزم خالد بن حميد الزناتي بمن نجا معه من البربر.
ويقول ابن عساكر في تاريخ دمشق (كتاب) يصف انتصار العرب (قال وانهزم بلج بْن بشر ابن عم كلثوم بالناس، فاتبعهم أَبُو يُوسُف، وخالد بْن حميد، وفي ساقة بلج بْن بشر حسان بْن عتاهية، فلما غشوه قاتلهم، وصبر لهم، وقتلهم، وهزمهم، وقتل أَبُو يُوسُف وناس كثر من الصفرية، ومضت الصفرية عَلَى هزيمتها، ومضى بلج وأصحابه، فنزلوا الحصن.

## وفاته
قتله شعبة التميمي أحد قادة العباسيين بأمر صالح بن علي بن عبد الله بن عباس سنة 133 هـ، وذالك بعد دخول العباسيين إلى مصر وقتلهم لانصار الامويين وقادتهم فيها.

## وصلات خارجية
- المكتبة العربية الكبرى
- الموسوعة الشاملة
- نداء الايمان
- صحيفة العرب